# Harzrundfahrt 1950
Die Harzrundfahrt 1950 war die 22. Austragung der traditionsreichen Harzrundfahrt. Die Radsportveranstaltung wurde als Eintagesrennen in der DDR ausgetragen. Das Rennen fand am 2. Juli mit Start und Ziel in Magdeburg statt. Die Strecke war 206 Kilometer lang.

## Rennverlauf
130 Radrennfahrer der Leistungsklassen A bis C stellten sich dem Starter. Die Klassen A und B wurden gemeinsam gewertet, wobei die Fahrer der Klasse B eine Vorgabe von fünf Minuten erhielten. Diese war nach einer Stunde aufgebraucht. Bereits nach 35 Kilometern schied Mitfavorit Rudi Kirchhoff mit Magenbeschwerden aus dem Rennen aus. Am Wendefurther Berg kam das Rennen in seine entscheidende Phase. Rudi Fensl versuchte die Spitzengruppe zu sprengen, 35 Kilometer vor dem Ziel setzte sich Erich Schulz von den restlichen Spitzenfahrern ab. Mit sicherem Vorsprung gewann er als Solist das Rennen.
|     | Fahrer             | Ort                   | Zeit (h) |
| --- | ------------------ | --------------------- | -------- |
| 01. | Erich Schulz       | SG Berliner Bären     | 6:16:51  |
| 02. | Paul Dinter        | SG Mittenwalde        | 6:20:37  |
| 03. | Karl-Heinz Hey     | BSG Metall Mühlhausen | 6:20:37  |
| 04. | Rudi Pietsch       | BSG Freiberg          | 6:20:37  |
| 05. | Horst Schellhammer | BSG Rotation Berlin   | 6:20:37  |
| 06. | Bernhard Trefflich | BSG KWU Weimar        | 6:20:37  |
| 0 … |                    |                       |          |